# Als die Royals aus Hannover kamen

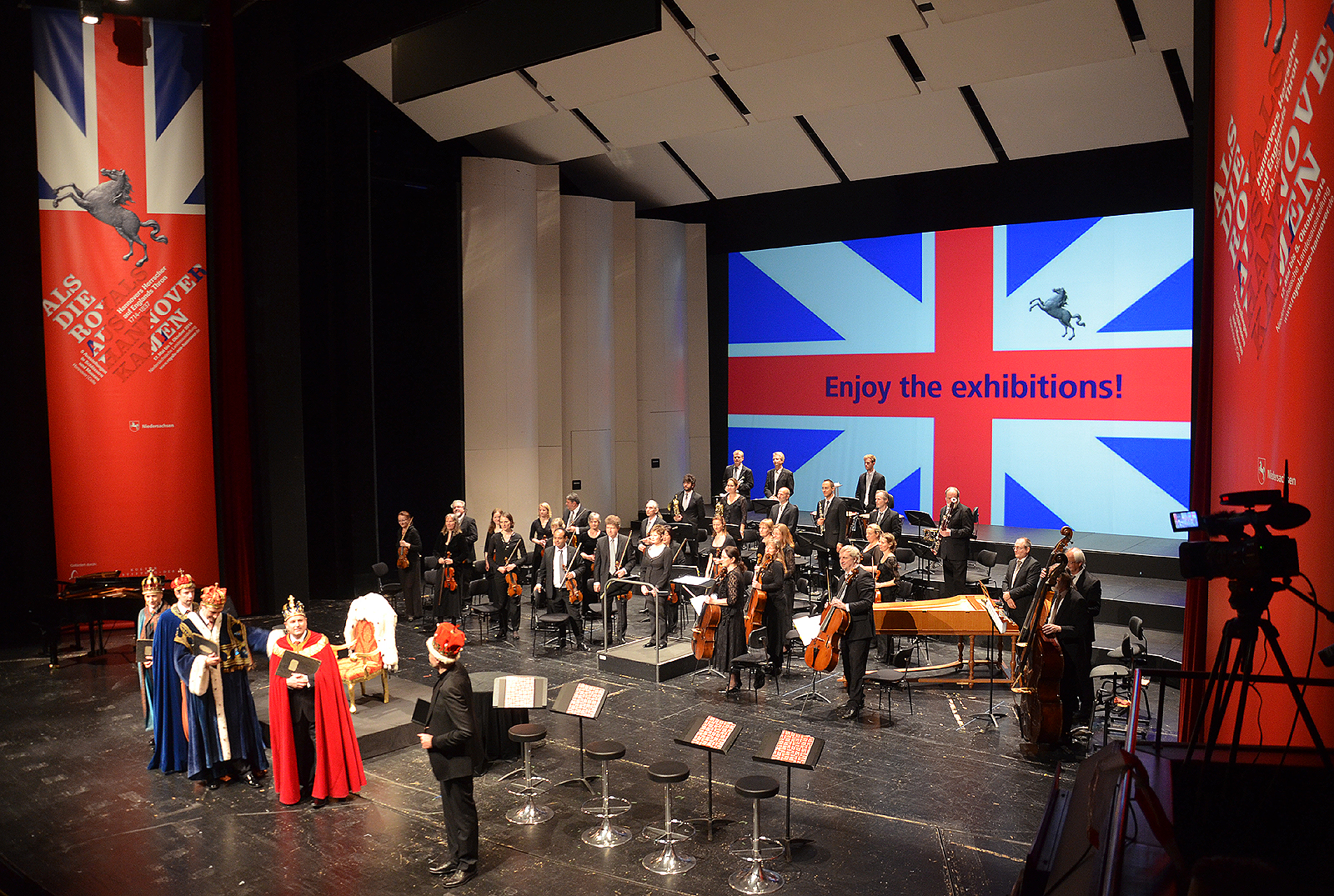
„Enjoy the exhibitions!“; Union Jack mit Sachsenross hinter dem Niedersächsischen Staatsorchester und The London Quartett; Eröffnungsfest im Opernhaus Hannover zur Niedersächsischen Landesausstellung 2014

Als die Royals aus Hannover kamen, Untertitel Hannovers Herrscher auf Englands Thron 1714 – 1837, war 2014 das Thema der Niedersächsischen Landesausstellung zum 300-jährigen Jubiläum der Personalunion zwischen Großbritannien und Hannover. Unter der Schirmherrschaft von Prinz Charles wurden vom 17. Mai bis zum 5. Oktober 2014 in fünf Museen und Schlössern in Hannover und Celle Ausstellungen mit verschiedenen Schwerpunkten zu der 123 Jahre langen Personalunion gezeigt.

## Ausstellungen
Die zentralen Ausstellungen fanden im Landesmuseum Hannover sowie im Museum Schloss Herrenhausen statt. Daneben wurden im Wilhelm Busch – Deutsches Museum für Karikatur und Zeichenkunst, im Historischen Museum Hannover sowie im Residenzmuseum im Celler Schloss vertiefende Themenausstellungen und besondere Einzelaspekte gezeigt.
Von den rund 1000 Exponaten stammten „30 aus dem Besitz von Königin Elisabeth II.; [...] die größte Ausleihe aus dem britischen Königshaus, die jemals außer Landes gegeben wurde,“ darunter die Staatskrone Georgs I. Weitere Leihgaben aus 145 Museen und Sammlungen wie der British Library, dem Victoria & Albert Museum oder dem Metropolitan Museum of Art „vermitteln ein vielschichtiges Bild des historisch und kulturell bedeutenden georgianischen Zeitalters“. Gezeigt wurden Gemälde wie die Westminster Bridge von Canaletto aus dem Yale Center for British Art, das Silberservice von Georg III. aus dem Besitz der Rothschild Foundation oder die Silbermöbel von Georg II. als Leihgabe von Ernst August von Hannover.
Neben den vier Ausstellungskatalogen mit zusammen mehr als 1000 Seiten erschien als Begleitbroschüre „eine Einführung für Leser ab 12 Jahren“, die im Schulunterricht junge Menschen bildreich an die Geschichte und die Auswirkungen auf die deutsche und britische Kultur heranführen soll.

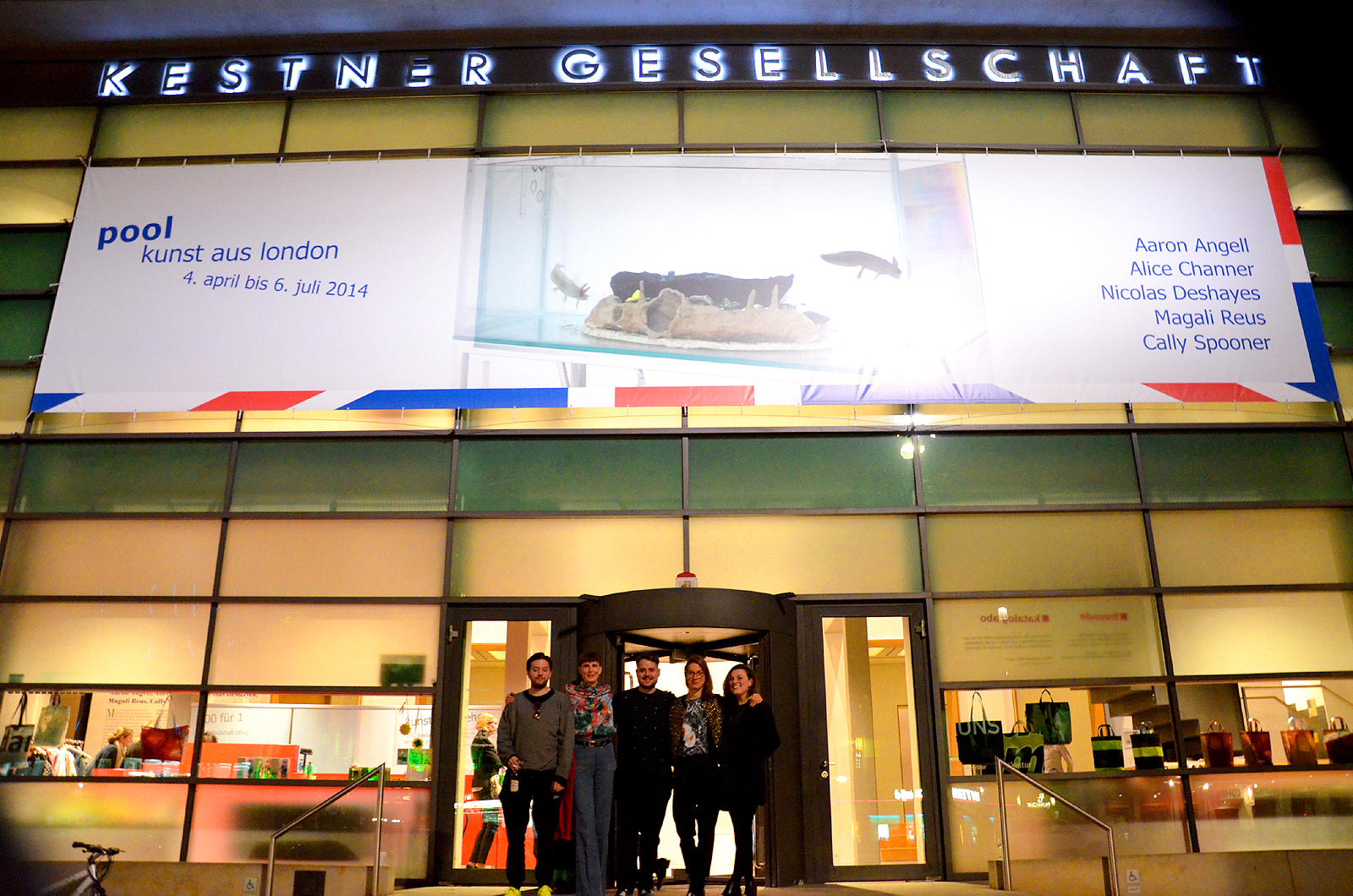
Die fünf Künstler der Ausstellung Pool – Kunst aus London der Kestnergesellschaft

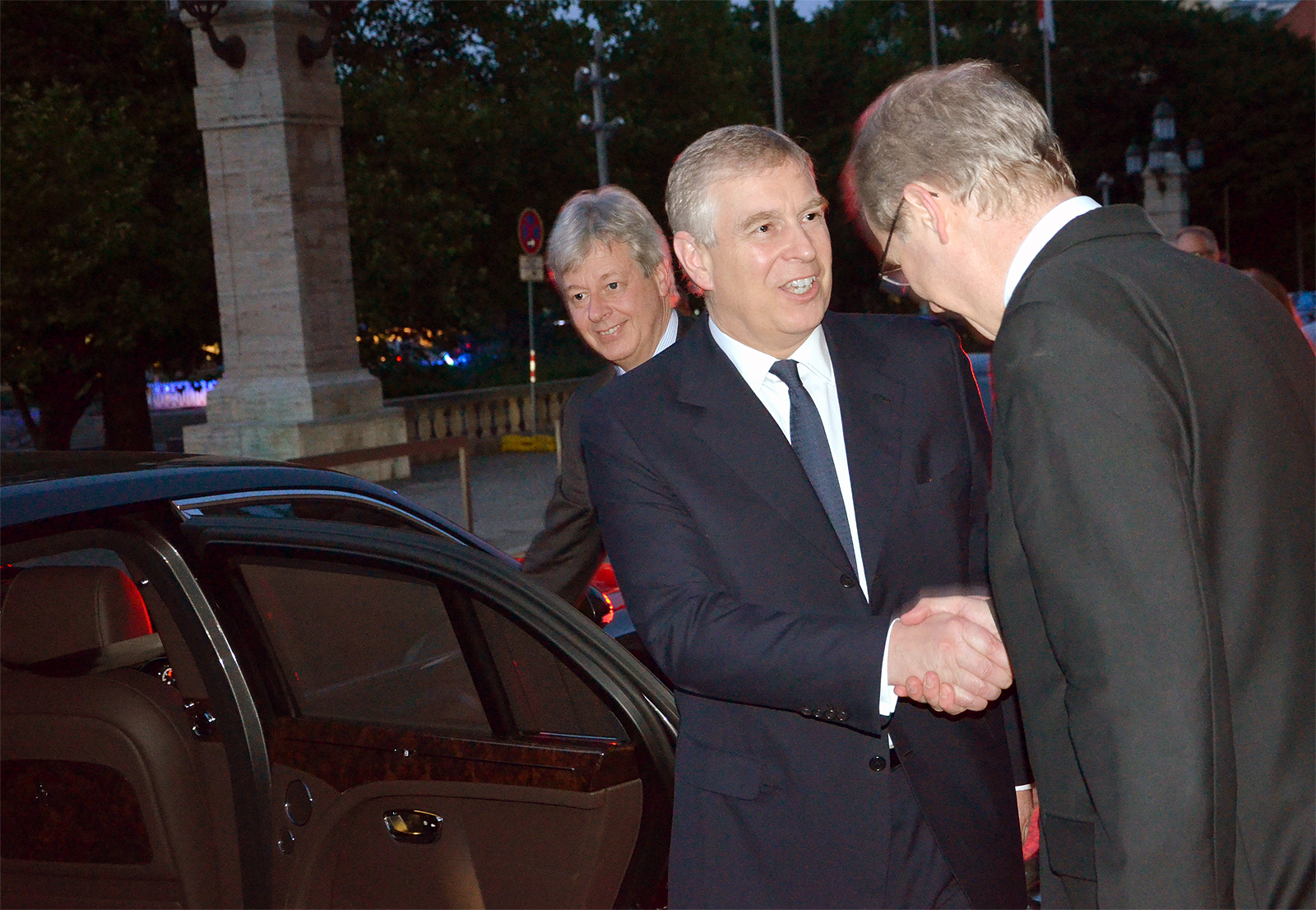
Prinz Andrew (Mitte) zu Besuch in Hannover anlässlich der Ausstellung bei Oberbürgermeister Stefan Schostok (links)

Zur Niedersächsischen Landesausstellung und dem 300-jährigen Jubiläum der Personalunion wurde 2014 in ganz Niedersachsen ein umfangreiches Rahmenprogramm veranstaltet, das die georgianische Epoche lebendig werden ließ, etwa mit einer eigens komponierten Oper, den Händel-Festspielen Göttingen, dem Gartenfestival oder Modenschauen. Die Kestnergesellschaft präsentierte mit der Gruppenausstellung Pool aktuelle Kunst aus London. Auch die britische Hauptstadt würdigte die Personalunion mit großen Ausstellungen und Veranstaltungen.

## Medienberichte (Auswahl)
- Jens Bielke (Chefred.): Als die Royals aus Hannover kamen / 2014 präsentiert sich Hannover very british. sowie 300 Jahre Personalunion / Die HMTG wirbt mit Erlebnispaketen und einer Open Air Galerie. In: hannover live. Ausgabe Mai 2014, Hannover: Stroetmann Verlag und Agentur, S. 12, 13.
- Simon Benne: Glücksmomente auf der Burg / Rund 300 Gäste kommen zur Eröffnung der Ausstellung „Der Weg zur Krone“ auf Schloss Marienburg – darunter die Spitzen des deutschen Adels. In: Hannoversche Allgemeine Zeitung (HAZ) vom 2. Mai 2014, S. 13.
- Isabel Christian: Das ist der Mann unter den Locken / Wilhelm Lilje arbeitet bei der Bundeswehr und engagiert sich bei der DLRG – jetzt fährt er als Kurfürst Georg Ludwig nach London. In: HAZ. vom 3. Mai 2014, S. 19.
- Henning Queren: Ein Königreich für Nummer 57 / London: 200 Kutschen und Salutschüsse für Georg I. In: Neue Presse (Hannover) vom 10. Mai 2014, S. 3.
- Isabel Christian: Die Kutsche geht an Bord / Erste Etappe der Kurfürstenreise nach London endet in Den Haag. In: HAZ. vom 13. Mai 2014, S. 16us
- Henning Queren: Tafelfreuden mit dem Königsbild. In: NP. vom 13. Mai 2014, S. 14.
- N.N.: Wir werden „very british“. sowie 1000 Gäste feiern Queens Birthday [...] Botschafter Simon McDonald im Interview. In: hallo. Hannoversches Wochenblatt. Ausgabe Süd vom 14. Mai 2014, S. 1 und 5
- Chiara Olthoff: GOP-Show: Brodowy holt Queen Wilma I. nach Hannover. In: NP. vom 15. Mai 2014, S. 24.
- Simon Benne: Als Hannovers Welfen über ein Weltreich herrschten. In: HAZ. vom 16. Mai 2014, S. 18f.
- Henning Queren: Royaler Glanz eines Weltreiches. In: Neue Presse vom 16. Mai 2014, S. 16.
- Simon Benne: „Die ganze Stadt ist jetzt im Royals-Fieber“. Königliche Gala im Opernhaus: Die große Landesausstellung zur Epoche der Personalunion begann dort mit einem Festakt – und viel britischem Humor. In: HAZ. vom 17. Mai 2014, S. 19.
- dt.: Ein königliches Rennspektakel / 6 Fragen zum sehr britischen Renntag auf der Neuen Bult. Erbprinz empfängt die Queen. Derby-Feeling beim Großen Preis. In: NP. vom 17. Mai 2014, S. 14.
- Bärbel Hilbig: Eine königliche Schau / 4500 Besucher sehen zum Start die Landesausstellung zur Personalunion an fünf Standorten. In: HAZ. vom 19. Mai 2014, S. 10.
- N.N.: Reif für die Insel – Als die Royals aus Hannover kamen. In: Berliner Morgenpost vom 20. Mai 2014, online zuletzt abgerufen am 9. Mai 2014
- N.N.: Hannover „Very British“, in: hallo Sonntag vom 1. Juni 2014, S. 9.
- Alexander Haas (V.i.S.d.P.): Hannovers Königskrone kehrt zurück. In: Senioren Journal. Ausgabe 4/2014, Hannover: LeineVision Medien & Verlagsgesellschaft, S. 11.